# Tim Allen
Tim Allen (født Timothy Allen Dick; 13. juni 1953) er en amerikansk skuespiller, komiker og tegnefilmsdubber, kendt bl.a. for sin rolle i komedieserien Ti tommelfingre. Han er også kendt for sine roller i Toy Story-filmene og Tror du på julemanden?. Allen er aktuel i ABC sitcommen Last Man Standing.

## Filmografi

### Film
- Tror du på julemanden? (1994)
- Toy Story (1995)
- For Richer or Poorer (1997)
- Toy Story 2 (1999)
- Galaxy Quest (1999)
- Tror du på julemanden? 2 (2002)
- Biler (2006)
- Tror du på julemanden? 3 (2006)
- Wild Hogs (2007)
- Toy Story 3 (2010)

### Tv
- Ti tommelfingre (1991-1999)